# Hamat Bah
Pour les articles homonymes, voir Bah.
Hamat Bah est un homme politique gambien, chef du Parti de la réconciliation nationale (PRN). 
Il remporta 7,8 % des voix lors du scrutin présidentiel de 2001, le plaçant en troisième position.
En janvier 2005, son parti rejoignit quatre autres partis de l'opposition pour former l'Alliance nationale pour la démocratie et le développement (ANDD).
Peu après l'inscription de l'ANDD en tant que parti politique, la Cour suprême révoqua le siège de Bah à l'Assemblée nationale. Il l'avait pris en 2002 parce qu'il faisait partie de deux partis politiques en même temps. Il le perdra dans les élections partielles de juin 2005, en faveur d'un membre du parti dirigeant, l'Alliance patriotique pour la réorientation et la construction.
Le 15 novembre 2005, Bah et deux autres membres de l'ANDD - Halifa Sallah et Omar Jallow - furent arrêtés, accusés de subversion.

## Source
- (en) Cet article est partiellement ou en totalité issu de l’article de Wikipédia en anglais intitulé « Hamat Bah » (voir la liste des auteurs).